# Dammartin-en-Goële
Dammartin-en-Goële es una comuna francesa situada en el departamento de Sena y Marne. Está situada en lo alto de una colina de la meseta de la Goële. Recibe este nombre para distinguirla de Dammartin-sur-Tigeaux, otra pequeña comuna del mismo Departamento de Sena y Marne.

## Toponimia
El nombre « Dammartin» proviene de Domnus Martinus, el nombre latín de San Martín de Tours, que evangelizó la región de Goële en el siglo IV. La etimología popular, según las leyendas urbanas, afirma que « Dammartin» proviene de la estatua de la virgen que San Martín de Tours que había sido instalada y que los habitantes locales llamaban « dame de M. Martin» o « Dame Martin».
Dammartin-en-Goële ha dado su nombre a los condados de Dammartin y a dos familias de Dammartin.

## Historia
Dammartín es históricamente importante como la sede de un condado cuyos poseedores hicieron una considerable aportación a la historia francesa. Uno de los primeros condes de Dammartín registrados en anales históricos fue un cierto Hugo (de la familia dinástica de los Montdidier, originaria de Champaña), que se hizo a sí mismo señor de la ciudad en el siglo X. Su dinastía fue sustituida en siglo XI por otra familia, la de los Señores de Mello, emparentada por vía matrimonial con los Montdidier. Renaud de Dammartín, que se suicidó en 1227 estando preso en el castillo de Goulet), fue uno de los líderes de la coalición aplastada por el rey Felipe Augusto en la batalla de Bouvines (1214); dejó a dos coherederas, de las cuales la mayor, su hija Matilde de Dammartín, fue casada con Felipe Hurepel, hijo de Felipe Augusto. La segunda, su hermana Álix, casada Juan de Trie, señor y castellano de Trie, cuya línea de origen picardo heredó el condado de Dammartín después de que Alberico, hijo de Felipe Hurepel, renunciara a sus títulos estableciéndose en Inglaterra y su hermana y heredera, Juana de Dammartín, muriera sin hijos.
El condado pasó, a través de herederas, a las casas de Fayel y Nanteuil y en siglo XV fue adquirido por Antonio de Chabannes († 1488), uno de los favoritos del rey Carlos VII, por su matrimonio con Margarita, la heredera de Reynald V de Nanteuil-Aci y de Maria de Dammartín. Este Antonio de Chabannes, conde consorte de Dammartín por su esposa, combatió bajo el estandarte de Juana de Arco, se convirtió en líder de mercenarios (llamados Ecorcheurs –degolladores–) sin trabajo después de la Guerra de los Cien Años, participó en la guerra de la Liga del Bien Público contra Luis XI y, después de casarse con Margarita de Dammartín, luchó a su favor contra el borgoñón Carlos el Temerario. La iglesia colegiata de Dammartín fue fundada por él en 1480, y su tumba y efigie están en el presbiterio.
Su hijo, Juan de Chabannes, dejó tres herederas, la segunda de las cuales dejó una hija que por vía matrimonial llevó el condado a Felipe de Boulainvilliers. Sus herederos vendieron el condado de Dammartín en 1554 a los duques de Montmorency. En 1632 el condado fue confiscado por Luis XIII y concedido en los príncipes de Condé.
El 9 de enero de 2015, Dammartin-en-Goële fue la localidad donde la policía francesa abatió a Sayed y Chérif Kouachi, los dos responsables del atentado contra Charlie Hebdo dos días antes en París.

## Demografía
| 1826 | 2031 | 2039 | 1858 | 1829 | 1742 | 1821 | 1812 | 1738 | 1801 | 1784 | 1783 | 1780 | 1699 | 1710 | 1693 | 1682 | 1614 | 1565 | 1573 | 1323 | 1435 | 1536 | 1501 | 1272 | 1556 | 1678 | 2049 | 3476 | 4528 | 6620 | 7805 | 7967 |
| Para los censos de 1962 a 1999 la población legal corresponde a la población sin duplicidades (Fuente: INSEE [Consultar]) |      |      |      |      |      |      |      |      |      |      |      |      |      |      |      |      |      |      |      |      |      |      |      |      |      |      |      |      |      |      |      |      |